# Milano Villapizzone
Milano Villapizzone (wł. Stazione di Milano Villapizzone) – stacja kolejowa w Mediolanie, w regionie Lombardia, we Włoszech. Znajdują się tu cztery perony. Położona jest na viale degli Ailanti, w północno-zachodniej części Mediolanu, w dzielnicy Villapizzone.